# Cavitand
Un cavitand és una molècula capaç d'allotjar un àtom o una altra molècula al seu si.
El mot «cavitand» prové del llatí cavĭtas, -ātis, ‘espai buit a l'interior d'un sòlid’ i que fa referència al fet que un cavitand pot allotjar al seu interior altres espècies químiques. Fou un terme encunyat el 1983 pel químic estatunidenc Donald J. Cram (1919–2001), de la Universitat de Califòrnia a Los Àngeles, i Premi Nobel de Química del 1987.